# 東海大学大学院海洋学研究科・海洋学部

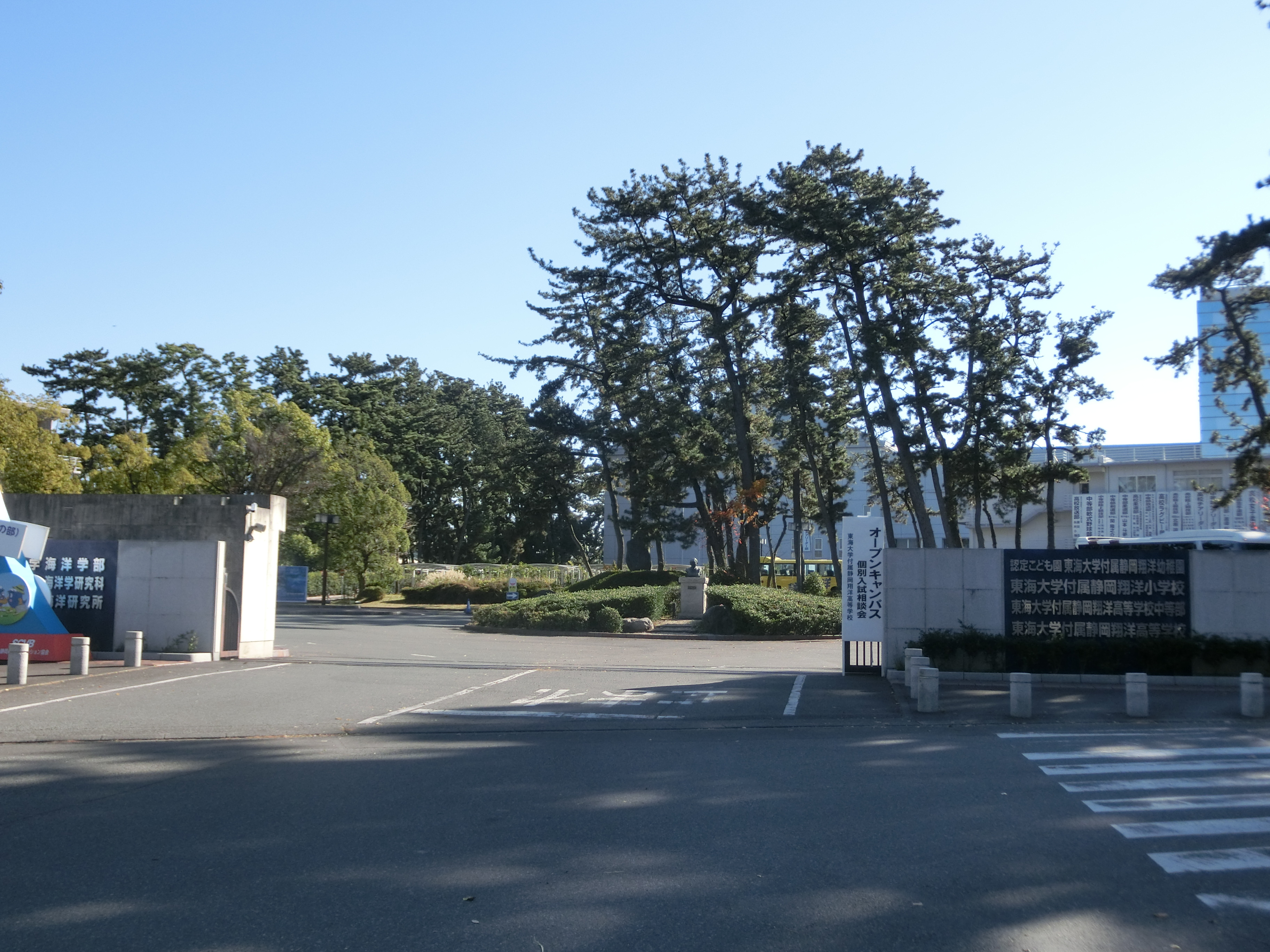
東海大学静岡キャンパス正門

東海大学大学院海洋学研究科（かいようがくけんきゅうか、英称：The Graduate School of Marine Science & Technology）は、静岡県静岡市清水区にキャンパスを構える東海大学の大学院の1つ。日本の大学院の研究科のうち、海洋学の高度な教育研究を行う機構の1つである。東海大学海洋学部（とうかいだいがくかいようがくぶ、英称：The School of Marine Science and Technology）は、海洋学を教育研究するために東海大学におかれている学部の名称。
キャンパスは静岡キャンパス。

## 概要
1962年、東京商船大学清水分校（現在の東京海洋大学）が東京へ移転したのを機に跡地を譲受し、東海大学の学部の1つとして海洋学部を開設。2013年4月現在、6学科4専攻の体制。学位は、「学士（海洋学）」（英称：Bachelor of Oceanography）を全学科に設定している。海洋学研究科は1967年に、東海大学大学院の研究科の1つとして開設。本研究科は、海洋工学専攻、水産学専攻、海洋科学専攻そして海洋生物科学専攻の4専攻の修士課程を設置。さらに、海洋研究所傘下に（地震予知研究センター、海洋生物センター、水族生態研究センター）3センターを配置し、海洋調査研修船「望星丸」、小型実習船（「北斗（4代目）」・「南十字」）、臨海実験所、各種実験場を擁して研究活動を展開している。また、東海大学社会教育センターの東海大学海洋科学博物館・東海大学自然史博物館が近隣に所在している。更に、東海大学沖縄地域研究センターが沖縄県八重山郡竹富町に全国共同利用研究施設の1つとして拠点を構えている。博士課程は、同じ清水キャンパス内にある、総合理工学研究科、地球環境科学研究科、そして生物科学研究科の各専攻に進むことで連続した教育・研究環境体制が整うよう構築されている。現在では、大学・学部教育を中心に海洋科学分野の研究機関として全国有数の陣容となっている。
なお、募集停止した環境社会学科はビオトープ管理士資格試験の一部免除認定校になっていた。

## 沿革
- 1948年 - 前身となる東海科学研究所の一部門として水産研究部が創設。
- 1959年 - 水産研究部を水産研究所へ改称。
- 1962年4月 - 海洋学部（海洋工学科・[海洋計測工学専攻、海洋土木工学専攻]、海洋資源学科・[海洋資源学専攻、海洋生物資源学専攻]）を開設[3]。学部へも研究活動が分派することで引き継がれる。
- 1966年 - 船舶工学科を増設[3]。
- 1966年 - 水産研究所を東海大学海洋研究所へ改称。（2014年現在も研究機関として活動中）

- 1967年4月 - 海洋学研究科開設。海洋工学専攻と海洋資源学専攻の2専攻を設置。
- 1968年 - 海洋土木工学科と水産学科を増設[3]。
- 1970年 - 海洋計測工学専攻から海洋工学科へ改組。海洋資源学科より科学物理系が海洋科学科へ独立[3]。
- 1972年 - 海洋学専攻科遠洋漁業専攻を開設[3]。
- 1973年 - 航海工学科を増設[3]。 海洋学部沼津教養部を開設。
- 1974年4月 - 海洋科学専攻（海洋物理学、海洋化学）を新設。
- 1992年4月 - 海洋生物科学専攻を新設。併せて海洋資源学専攻を水産学専攻へ名称の変更。

- 1997年 - 海洋学専攻科海技専攻を廃止、乗船実習課程を新設[4]。海洋研究所先端技術センターを開設。
- 1998年 - 船舶工学科をマリンデザイン工学科へ名称変更[4]。
- 1999年4月 - 独立行政法人海洋研究開発機構と連携大学院を開設。

- 2000年 - 海洋工学科を地球環境工学科へ名称変更[4]。
- 2003年 - 航海工学科を、航海専攻、国際物流専攻の2専攻へ改組[5]。
- 2006年 - 水産学科 水産資源開発課程を海洋生物学科へ改組[6]。地球環境工学科が環境情報工学科、海洋土木工学科が海洋建設工学科、マリンデザイン工学科が船舶海洋工学科へ名称変更[5]。

- 2008年10月 - 静岡大学、静岡県立大学と三大学間で、大学院連携教育を目的に、単位互換・学術交流協定を締結。

- 2010年 - 海洋建設工学科と環境情報工学科の2学科の募集を停止[5]。
- 2011年 - 船舶海洋工学科、海洋資源学科、海洋科学科、航海学科（航海専攻・国際物流専攻）の4学科2専攻の募集を停止[5]。
- 2011年 - 船舶海洋工学科を航海工学科航海学専攻へ名称変更[7]。航海工学科海洋機械工学専攻を新設[8]。海洋科学科と海洋資源学科を統合し、海洋地球科学科を開設[9]。環境社会学科を新設[10]。
- 2012年4月 - 学部創設50周年を迎える[11]。

- 2015年4月 - 大学院研究科4専攻（海洋工学専攻、水産学専攻、海洋科学専攻、海洋生物科学専攻）の学生募集を停止。
- 2015年4月 - 大学院研究科に海洋学専攻（海洋人間圏分野、海洋生命圏分野、海洋地球圏分野）を設置。

- 2022年4月 - 海洋文明学科、環境社会学科を募集停止し、新たに人文学部人文学科を設置する。海洋地球科学科、航海工学科を募集停止し、海洋理工学科を設置する。

## 機構の構成
研究科構成
- 海洋学専攻（英称：Course of Oceanography）
  - 海洋人間圏分野（英称：Ocean Life Area Field）
  - 海洋生命圏分野（英称：Ocean Earth Area Field）
  - 海洋地球圏分野（英称：Comprehensive Oceanography Courses）

学部構成
- 海洋理工学科
  - 海洋理工学専攻（Course of Ocean Engineering, Department of Navigation and Ocean Engineering）
  - 航海学専攻（英称：Course of Navigation, Department of Navigation and Ocean Engineering）
- 水産学科
  - 生物生産学分野（英称：Applied Biological Science Field, Department of Fisheries）
  - 食品科学分野（英称：Food Science Field, Department of Fisheries）
- 海洋生物学科（英称：Department of Marine Biology）

（募集停止）
- 海洋文明学科（英称：Department of Maritime Civilizations）
- 環境社会学科（英称：Department of Environmental and Societal Affairs）
- 海洋地球科学科（英称：Department of Marine and Earth Science）
- 水産学科生物生産学専攻（英称：Course of Applied Biological Science, Department of Fisheries）
- 水産学科食品科学専攻（英称：Course of Food Science, Department of Fisheries）
- 航海工学科
  - 航海学専攻（英称：Course of Navigation, Department of Navigation and Ocean Engineering）
  - 海洋機械工学専攻（Course of Ocean Engineering, Department of Navigation and Ocean Engineering）